# مديعيات
مَدِيعِيَّات أو حلزونات عمامية (الاسم العلمي: Turbinidae)، فصيلة حيوانات بحرية من الرخويات بطنقدميات وتتبع الفصيلة العليا نهيديات البحر.